# Birgitte, hertuginde af Gloucester
Birgitte, hertuginde af Gloucester (født Birgitte Eva Henriksen, senere Birgitte Eva van Deurs, født 20. juni 1946) er gift med Richard, hertug af Gloucester, og dermed medlem af den britiske kongefamilie.

## Tidligt liv
Hun blev født i Thomas Kingos Sogn i Odense i Danmark og er uddannet på Margrethe-Skolen i København. Hun er døbt Birgitte Eva Henriksen, men da forældrene blev separeret, tog hun moderen Vivians pigenavn, van Deurs. Faderen var advokaten Asger Preben Knud Wissing Henriksen.
Hun flyttede til Cambridge i England og arbejdede i en periode på den danske ambassade i London.

## Ægteskab og børn
I juni 1972 giftede hun sig med prins Richard af Gloucester, som var den næstældste søn af Henry, hertug af Gloucester. I august 1972 døde Richards ældre broder, Prins William af Gloucester, og i 1974 fik Richard og Birgitte titler af hertug og hertuginde af Gloucester.

### Børn
Hertugen og hertuginden af Gloucester har tre børn og seks børnebørn:
- Alexander Windsor, jarl af Ulster (født 1974):
  - Xan Richard Anders Windsor, Lord Culloden (født 2007).
  - Lady Cosima Rose Alexandra Windsor (født 2010).
- Lady Davina Elizabeth Alice Benedikte Windsor, gift Lewis (født 1977):
  - Senna Kowhai Lewis (født 2010).
  - Tāne Lewis (født 2012).
- Lady Rose Victoria Birgitte Louise Windsor, gift Gilman (født 1980):
  - Lyla Beatrix Christabel Gilman (født 2010).
  - Rufus Gilman (født 2012).

## Titler
Da Birgitte Henriksen er født borgerligt, er hun ikke prinsesse i egen ret. Hun har derfor aldrig haft titel af prinsesse Birgitte. I de to første år af sit ægteskab var hun kendt som Prinsesse Richard af Gloucester, en høflighedstitel, der fulgte af ægteskabet med prins Richard.
- 1946-1966: Frøken Birgitte Henriksen.
- 1966-1972: Frøken Birgitte van Deurs.
- 1972-1974: Hendes Kongelige Højhed Prinsesse Richard af Gloucester.
- 1974-nu: Hendes Kongelige Højhed Hertuginden af Gloucester (alternativt: Hendes Kongelige Højhed Birgitte, Hertuginde af Gloucester).

Lang titel: Hendes Kongelige Højhed Prinsesse Richard Alexander Walter George, hertuginde af Gloucester, grevinde af Ulster og Baronesse Culloden, Dame af storkorset af Victoriaordenen. 